# Mistrovství ČSFR v atletice 1992
Mistrovství ČSFR mužů a žen v atletice 1992 v kategoriích mužů a žen se konalo 4. července a 5. července v Nitře. 

## Medailisté

### Muži
| Soutěž                       | Zlato                                                                     | Stříbro                                                                                      | Bronz                                                                        |
| 100 m                        | Jiří Valík 10.27                                                          | Luboš Ruda 10.65                                                                             | Jiří Ondráček 10.67                                                          |
| 200 m                        | Jiří Valík 21.06                                                          | Rostislav Pokorný 21.25                                                                      | Jiří Ondráček 21.47                                                          |
| 400 m                        | Jiří Janoušek 46.46                                                       | Luboš Jošťák 47.45                                                                           | Jindřich Roun 47.46                                                          |
| 800 m                        | Pavel Soukup 1:49.35                                                      | Kamil Hůrka 1:50.65                                                                          | Václav Hřích 1:50.66                                                         |
| 1500 m                       | Radim Kunčický 3:41.27                                                    | Jiří Šoptenko 3:43.46                                                                        | Milan Drahoňovský 3:45.74                                                    |
| 5000 m                       | Jan Pešava 13:49.05                                                       | Róbert Štefko 13:53.53                                                                       | Miroslav Vanko 13:56.97                                                      |
| 10 000 m                     | Róbert Štefko 29:05.90                                                    | Petr Pipa 30:11.41                                                                           | Zdeněk Mezuliáník 30:14.77                                                   |
| 110 m př.                    | Jiří Hudec 13.3                                                           | Robert Změlík 13.4                                                                           | Radek Šimůnek 13.6                                                           |
| 400 m př.                    | Jozef Kucej 50.35                                                         | Dalibor Kupka 50.95                                                                          | Radek Bartakovič 50.97                                                       |
| 3000 m př.                   | Jiří Švec 8:43.64                                                         | Miloš Kovačech 8:45.52                                                                       | Luboš Gaisl 8:51.56                                                          |
| 4 × 100 m                    | Jiří Ondráček Walter Pilch Dalibor Kupka Jiří Valík Olymp Praha 40.56     | Jan Rymeš Luboš Ruda Radek Stupka Tomáš Dřímal USK Praha 41.10                               | Aleš Vyhnálek Jindřich Roun Vlastimil Roun Jiří Mezihorák Sparta Praha 41.85 |
| 4 × 400 m                    | Martin Kučera Petr Marinčič Michal Báča Jiří Janoušek Dukla Praha 3:10.82 | Gabriel Petřvalský Jozef Pribula Miroslav Michalec Dušan Kuteš Slávia STU Bratislava 3:15.33 | Petr Holubec Aleš Vyhnálek Vlastimil Roun Jindřich Roun Sparta Praha 3:15.92 |
| Skok do výšky                | Tomáš Janků 221                                                           | Zdeněk Kubišta 214                                                                           | Róbert Ruffíni 210                                                           |
| Skok o tyči                  | František Jansa 530                                                       | Zdeněk Lubenský 515                                                                          | Michal Prunar 485                                                            |
| Skok daleký                  | Milan Gombala 811                                                         | Robert Změlík 806                                                                            | Roman Orlík 780                                                              |
| Trojskok                     | Milan Mikuláš 17.31                                                       | Jaroslav Mrštík 16.45                                                                        | Marek Samseli 15.77                                                          |
| Vrh koulí                    | Karel Šula 18.22                                                          | Miroslav Menc 17.81                                                                          | Jan Bártl 17.18                                                              |
| Hod diskem                   | Imrich Bugár 62.66                                                        | Stanislav Kovář 56.98                                                                        | Libor Malina 55.26                                                           |
| Hod kladivem                 | Pavel Sedláček 72.26                                                      | Miloslav Spurný 66.70                                                                        | Radek Malát 64.94                                                            |
| Hod oštěpem                  | Miloš Steigauf 78.22                                                      | Libor Kverek 73.9                                                                            | Michal Hunčík 73.54                                                          |
| Desetiboj                    | Kamil Damašek 6956 bodů                                                   | Peter Sóldos 6953 bodů                                                                       | Dalibor Špoták 6643 bodů                                                     |
| 20 km chůze Košice 13.6.1992 | Igor Kollár 1:21:05                                                       | Ján Záhončík 1:21:41                                                                         | Pavol Blažek 1:23:28                                                         |

### Ženy
| Soutěž                       | Zlato                                                                                    | Stříbro                                                                                 | Bronz                                                                               |
| 100 m                        | Monika Špičková 11.81                                                                    | Andrea Zsideková 11.98                                                                  | Zdena Mušínská 12.04                                                                |
| 200 m                        | Erika Suchovská 23.63                                                                    | Hana Benešová 23.76                                                                     | Monika Špičková 24.19                                                               |
| 400 m                        | Helena Dziurová 52.91                                                                    | Naděžda Tomšová 53.62                                                                   | Ludmila Formanová 53.74                                                             |
| 800 m                        | Helena Dziurová 2:05.83                                                                  | Gabriela Sedláková 2:06.42                                                              | Andrea Šuldesová 2:06.91                                                            |
| 1500 m                       | Věra Kunčická 4:27.00                                                                    | Jana Kučeríková 2:27.76                                                                 | Alena Grešáková 4:32.78                                                             |
| 3000 m                       | Věra Kunčická 9:35.46                                                                    | Andrea Sollárová 9:37.66                                                                | Desana Šourková 10:04.00                                                            |
| 10000 m                      | Alena Peterková 33:58.96                                                                 | Radka Pátková 35:57.89                                                                  | Anna Baloghová 37:20.14                                                             |
| 100 m př.                    | Andrea Boklažuková 14.14                                                                 | Petra Šímová 14.40                                                                      | Jana Švarná 14.46                                                                   |
| 400 m př.                    | Ivana Sekyrová 58.54                                                                     | Marcela Novotná 58.80                                                                   | Zuzana Machotková 59.67                                                             |
| 4 × 100 m                    | Dana Polachová Jana Pospíšilová Markéta Kesnerová Erika Suchovská Univerzita Brno 46.45  | Gabriela Váňová Kateřina Štočková Pavlína Sýkorová Daniela Weegerová Slavia Praha 47.08 | xxx                                                                                 |
| 4 × 400 m                    | Lenka Odehnalová Zuzana Machotková Andrea Zsideková Helena Dziurová Sparta Praha 3:44.24 | Iveta Pořízková Lenka Šotkovská Kamila Peňázová Zuzana Pastušková TJ Vítkovice 3:51.32  | Kateřina Loudová Andrea Konečná Miluše Birková Marcela Novotná Slavia Praha 3:53.22 |
| Skok do výšky                | Jana Brenkusová 182                                                                      | Jana Varcholová 179                                                                     | Zuzana Kováčiková 179                                                               |
| Skok daleký                  | Šárka Kadlubcová 614                                                                     | Katarína Švachová 601                                                                   | Daniela Caldová 600                                                                 |
| Vrh koulí                    | Renata Bruková 15.72                                                                     | Alice Matějková 15.21                                                                   | Petra Jurášková 14.72                                                               |
| Hod diskem                   | Vladimíra Malátová 61.70                                                                 | Alice Matějková 58.18                                                                   | Petra Jurášková 52.82                                                               |
| Hod oštěpem                  | Elena Révayová 55.72                                                                     | Júlia Hofericová 50.48                                                                  | Nikola Tomečková 50.28                                                              |
| Trojskok                     | Šárka Kadlubcová 12.76                                                                   | Anna Kubošová 12.51                                                                     | Barbora Tesařová 12.45                                                              |
| Sedmiboj                     | Marcela Podracká 5987 bodů                                                               | Martina Blažková 4957 bodů                                                              | Petra Šebelková 4818 bodů                                                           |
| 10 km chůze Košice 13.6.1992 | Zuzana Zemková 46:20                                                                     | Kamila Holpuchová 47:08                                                                 | Henrieta Kozlíková 48:36                                                            |